# Skuhrov (ort i Tjeckien, lat 50,68, long 15,21)
Skuhrov är en ort i Tjeckien. Den ligger i den norra delen av landet, 90 km nordost om huvudstaden Prag. Skuhrov ligger 484 meter över havet och antalet invånare är 507.
Terrängen runt Skuhrov är lite kuperad, och sluttar söderut. Runt Skuhrov är det tätbefolkat, med 257 invånare per kvadratkilometer. Närmaste större samhälle är Liberec, 15,0 km nordväst om Skuhrov. Omgivningarna runt Skuhrov är en mosaik av jordbruksmark och naturlig växtlighet.